# Sybra seriata
Sybra seriata es una especie de escarabajo del género Sybra, familia Cerambycidae. Fue descrita científicamente por Pascoe en 1867.
Habita en Indonesia. Esta especie mide 10 mm.